# Patrik Fazekas
Patrik Fazekas (* 12. März 1990 in Oberpullendorf) ist ein österreichischer Politiker (ÖVP). Er ist seit 2015 Abgeordneter zum Burgenländischen Landtag.

## Ausbildung
Fazekas wuchs als Sohn eines Burgenlandkroaten und einer Polin in Neutal auf, wo er heute noch lebt. Er besuchte von 1996 bis 2000 die Volksschule in Neutal. Von 2000 bis 2004 besuchte er die Hauptschule in Stoob. Ab 2004 besuchte er die Handelsakademie in Oberpullendorf, die er 2009 mit der Matura abschloss. Nach seiner schulischen Ausbildung leistete Fazekas seinen Präsenzdienst bei der Militärmusik Burgenland ab. Danach studierte Fazekas das Fach Wirtschaftsberatung auf der Fachhochschule in Wiener Neustadt.

## Politik
Seine politische Karriere begann Fazekas als Schulsprecher in der Bundeshandelsakademie /BHAS Oberpullendorf. Er engagierte sich in der Schülerunion und in der Jungen ÖVP, wo er ab 2008 in Vorstandsfunktionen gewählt wurde. Bei der Gemeinderatswahl im Oktober 2012 wurde Fazekas in seiner Heimatgemeinde Neutal in den Gemeinderat gewählt. Beim Landestag der Jungen ÖVP Burgenland im Jahr 2013 wurde er als Landesobmann der Jungen ÖVP Burgenland gewählt.
Bei der Europawahl im Jahr 2014 wurde Fazekas als Spitzenkandidat der ÖVP Burgenland nominiert. Mit seinem neunten Listenplatz erreichte er 5980 Vorzugsstimmen und damit das viertbeste Vorzugsstimmenergebnis innerhalb der ÖVP in Österreich. Beim Bundestag in Linz im Jänner 2015 übernahm er auch das Amt des Bundesobmann-Stellvertreters der Jungen Volkspartei. Beim Landesparteitag der ÖVP Burgenland im März 2015 wurde Fazekas mit 100 % zum Landesparteiobmann-Stellvertreter gewählt. Bei der Landtagswahl am 31. Mai 2015 erreichte er mit 3310 Vorzugsstimmen das Vorzugsstimmenmandat in seinem Heimatbezirk Oberpullendorf. Fazekas wurde in Folge am 9. Juli 2015 als Abgeordneter zum Burgenländischen Landtag angelobt.
Nach der Landtagswahl 2020 folgte er Christoph Wolf als ÖVP-Landesgeschäftsführer nach.